# 1980년 텔레비전 애니메이션 목록
다음은 1980년에 방송된 텔레비전 애니메이션이다.

## 일본
| 제목                                             | 화수 | 방송 기간 | 채널         | 비고 |
| ------------------------------------------------ | ---- | --------- | ------------ | ---- |
| 기린 내일의 캘린더                               |      | 1980년    | 마이니치방송 |      |
| 톰 소여의 모험                                   |      | 1980년    | 후지TV       |      |
| 숲의 명랑한 난쟁이 벨피와 릴빗                   |      | 1980년    | 도쿄12채널   |      |
| 닐스의 이상한 문                                 |      | 1980년    | NHK          |      |
| 메테를링크의 파랑새 치루치루와 미치루의 모험여행 |      | 1980년    | 후지TV       |      |
| 타임 패트롤 구조맨                               |      | 1980년    | 후지TV       |      |
| 무적로봇 트라이더 G7                             |      | 1980년    | 나고야TV     |      |
| 평화로운 숲의 동물대전쟁                         |      | 1980년    | 후지TV       |      |
| 쌍둥이 뭉치치                                    |      | 1980년    | 도쿄12채널   |      |
| 마법 소녀 라라벨                                 |      | 1980년    | 아사히TV     |      |
| 우주대제 갓 시그마                               |      | 1980년    | 도쿄12채널   |      |
| 캡틴                                             |      | 1980년    | 니혼TV       |      |
| 짖어라 붕붕                                      |      | 1980년    | 도쿄12채널   |      |
| 은하철도 999 영원의 여행자 에메랄더스            |      | 1980년    | 후지TV       |      |
| 무의 백경                                        |      | 1980년    | 요미우리TV   |      |
| 불타올라라 아더 백마의 왕자                      |      | 1980년    | 후지TV       |      |
| 낚시꾼 산페                                      |      | 1980년    | 후지TV       |      |
| 작은 아씨들                                      |      | 1980년    | 후지TV       |      |
| 전설의 거신 이데온                               |      | 1980년    | 도쿄12채널   |      |
| 도련님                                           |      | 1980년    | 후지TV       |      |
| 우주전사 발디오스                                |      | 1980년    | 도쿄12채널   |      |
| 힘내라 겐키                                      |      | 1980년    | 후지TV       |      |
| 마린스노의 전설                                  |      | 1980년    | 아사히TV     |      |
| 어둠의 제왕 흡혈귀 드라큘라                      |      | 1980년    | 아사히TV     |      |
| 캡틴 (개정판)                                    |      | 1980년    | 니혼TV       |      |
| 후문                                             |      | 1980년    | 니혼TV       |      |
| 몬스터왕자 몽짱                                  |      | 1980년    | 아사히TV     |      |
| 못말리는 전사무테킹                              |      | 1980년    | 후지TV       |      |
| 오자망가 야마다군                                |      | 1980년    | 후지TV       |      |
| 철완 아톰                                        |      | 1980년    | 니혼TV       |      |
| 은하철도 999 그대는 엄마처럼 사랑할 수 있는가?   |      | 1980년    | 후지TV       |      |
| 철인 28호                                        |      | 1980년    | 니혼TV       |      |
| 짖어라 붕붕 (시리즈)                             |      | 1980년    | 도쿄12채널   |      |
| 24의 눈동자                                      |      | 1980년    | 후지TV       |      |
| 만화 속담사전                                    |      | 1980년    | 도쿄12채널   |      |
| 우주전함 야마토III                               |      | 1980년    | 요미우리TV   |      |
| 내일의 조 2                                      |      | 1980년    | 니혼TV       |      |
| 돌고래의 크리스마스 제레미의 나무                |      | 1980년    | 후지TV       |      |

## 참고 문헌
- 야마구치 야스오 (2005). 《일본 애니메이션 역사》. 미술문화. 224-225쪽.